# Закрытые пространства
«Закрытые пространства» — российский художественный фильм 2008 года. Премьера состоялась 14 августа 2008 года.

## Сюжет
Главный герой картины, молодой парень Веня (Леонид Бичевин), страдает агорафобией — боязнью открытых пространств. Вынужденное заточение в собственной квартире на мансардном этаже вынуждает его моделировать сложные и экстравагантные обстоятельства, при которых возможно установление эмоционального контакта с симпатичной незнакомой девушкой Викой — разносчицей пиццы (Мария Машкова).
Оказавшись пленницей в запертой квартире, Вика вынуждена пройти через серию довольно агрессивных и пугающих выходок Вениамина. Странным образом девушка начинает испытывать к герою чувства позитивного свойства, в которых, впрочем, не хочет признаваться даже самой себе. Но появление в квартире Ростика, друга и опекуна Вени, заставляет Вику вступить в борьбу с соперником за сердце своего избранника. Встреча троих героев фильма заставляет каждого из них пересмотреть своё прошлое и начать жизнь с чистого листа.

### В ролях
- Мария Машкова — Вика Соболь
- Леонид Бичевин — Веня
- Олег Макаров — Ростик, друг Вени
- Александр Скляр — психотерапевт
- Александр Ильин — Леонид Аркадьевич Соболь, начальник службы безопасности, брат Арнольда
- Анатолий Узденский — Арнольд Аркадьевич Соболь, отчим Вики
- Нелли Уварова — Тома
- Елена Шевченко — секретарша

### Съёмочная группа
- Автор сценария: Игорь Ворскла
- Режиссёр-постановщик: Игорь Ворскла
- Оператор-постановщик: Руслан Герасименков
- Композиторы:
  - Леонид Федоров
  - Владимир Волков
- Художник: Виктор Никоненко
- Режиссёр монтажа: Олег Малыгин
- Исполнительный продюсер: Илья Гаврютин
- Генеральный продюсер: Игорь Лебедев
- Звукорежиссёр перезаписи: Василий Филатов

## Награды и номинации
- 2008 — Кинофорум «Амурская осень» в Благовещенске включил «Закрытые пространства» в конкурс из 12 кинолент. По итогам киносмотра жюри под председателем Александра Прошкина отметило актёрскую работу Марии Машковой специальным дипломом[2].